# Уніслав (Куявсько-Поморське воєводство)
Уніслав (пол. Unisław, нім. Unislaw, 1942-45: Kulmischwenzlau) — село в Польщі, у гміні Уніслав Хелмінського повіту Куявсько-Поморського воєводства.
Населення — 3656 осіб (2011).

## Демографія
Демографічна структура станом на 31 березня 2011 року:
|          | Загалом | Допрацездатний вік | Працездатний вік | Постпрацездатний вік |
| -------- | ------- | ------------------ | ---------------- | -------------------- |
| Чоловіки | 1766    | 358                | 1249             | 159                  |
| Жінки    | 1890    | 349                | 1178             | 363                  |
| Разом    | 3656    | 707                | 2427             | 522                  |